# Тошио Мацуура
Тошио Мацуура (јап. 松浦 敏夫; Канагава, 20. новембар 1955) бивши је јапански фудбалер.

## Каријера
Током каријере је играо за НКК.

## Репрезентација
За репрезентацију Јапана дебитовао је 1981. године. За тај тим је одиграо 22 утакмице и постигао 6 голова.

## Статистика
| Јапан  | Јапан   | Јапан  |
| Година | Наступи | Голови |
| ------ | ------- | ------ |
| 1981.  | 4       | 1      |
| 1982.  | 2       | 0      |
| 1983.  | 5       | 0      |
| 1984.  | 1       | 0      |
| 1985.  | 0       | 0      |
| 1986.  | 3       | 1      |
| 1987.  | 7       | 4      |
| Укупно | 22      | 6      |